# Ridebanespringning
Ridebanespringning  er en udbredt hestesport, der udøves på en bane; der står forskellige spring af varierende højde og opbygning som mure og støtter med bomme imellem. 
Lige inden en konkurrence begynder, kan rytterne gennemgå banen. Det foregår til fods, og her orienterer rytteren sig om banens udseende, afstande og i hvilken rækkefølge springene skal springes.
Ved nedrivning af springets bomme (uanset hvor mange), ben i vandgrav eller refusering gives fire fejl. Ved tredje refusering diskvalificeres ekvipagen.
Der kan rides på tid. Ved pointlighed er vinderen den rytter med den hurtigste tid. 
Der kan også rides en omspringning, hvor nogle spring udgår, og tiden er afgørende ved pointlighed.
Efter tre refuseringer eller hvis rytter og hest bliver skilt ad, bliver ekvipagen diskvalificeret. Hvis rytteren er utilfreds med forløbet, hvis hesten bliver skadet osv., kan rytteren opgive klassen ved at række en hånd i vejret. 
En rytter kan stille op i samme klasse på flere heste.
Danmark har dygtige ryttere inden for ridebanespringning: Linnea Ericsson, Thomas Velin, Emilie Martinsen, Tina Lund og hendes storesøster Charlotte Lund, der har vundet EM for young riders (under 21 år). De har alle har vundet flere Grand Prix'er i udlandet.